# 杉山参緑
杉山 参緑（すぎやま さんろく、1926年（大正15年）11月14日 - 1990年（平成2年）4月14日）は、日本の詩人。祖父は政財界のフィクサーともいわれた杉山茂丸、父は作家の夢野久作、兄はインドの緑の父（Green Father）と呼ばれる杉山龍丸である。

## 経歴
1926年、夢野久作の三男として福岡市に生まれる（長男・杉山龍丸、次男・三苫鐵児）。1945年（昭和20年）、福岡中学（現福岡県立福岡高等学校）卒業後、陸軍に従軍し終戦を迎える。その後福岡に戻り、1949年（昭和24年）、西南学院専門学校商業科を卒業する。大学卒業後は西戸崎小学校に1年間勤務し、退職後筥崎宮・宇美八幡宮で神官の見習いとなり、1951年（昭和26年）、福岡市のバプテスト教会で洗礼を受ける。「生命派の会」などを主宰し、芥川影之介の名義で活動することもあった。西戸崎小学校を退職した後は定職に就かず、そのため金銭面などでは兄の龍丸や鐵児の援助で生活していた。1957年（昭和32年）11月、吉岡禅寺洞、一丸章、住田郁、山本霞水、吉永幹司、今村俊三などとともに集まり、福岡文芸家協会を発足。
自宅は「立花山正月堂」と名付けた福岡市東区唐原にある旧杉山農園跡地の住宅街の一角の20坪ほどの陋屋（ろうおく）に住んで余生を過ごした。没後の自宅は玄関から書斎まで本と空缶と石ころの山で埋まっていたという。晩年は福岡市東区香住ヶ丘にあるバプテスト教会に所属していた。
参緑を知る者は「白髪小僧のような人だった」「生涯独身で、定職もなく、ぶらぶら歩きしては石ころを拾う参緑さんの姿は、まわりには奇矯の人としか見えなかったことだろうが、彼は、路傍の石にもやさしい思いを寄せ、飽くことなく語り合える詩人であった。」と語っている。仕事も所帯も持たず生涯放浪詩人として人生を送った。没後、遺稿集『種播く人々』（1990年）が刊行された。

## 詩集
- 『曙光』
- 『生命派』
- 『腕』
- 『囁』
- 『一匹羊』（上記いずれも芥川影之介名義で生命社から刊行）
- 『種播く人々』（葦書房、1990年）

## 関連文献
- 日高三郎『わが文学の師 杉山参緑』 海鳥社、2012年。ISBN 978-4874158722